# Argyrolepidia madina
Argyrolepidia madina là một loài bướm đêm trong họ Noctuidae.